# Campeonato Mundial de Halterofilia de 1970
El XLIV Campeonato Mundial de Halterofilia se celebró en Columbus (Estados Unidos) entre el 12 y el 20 de septiembre de 1970 bajo la organización de la Federación Internacional de Halterofilia (IWF) y la Federación Estadounidense de Halterofilia.
En el evento participaron 129 halterófilos de 28 federaciones nacionales afiliadas a la IWF.

## Medallistas
| Evento  | Oro                                  | Plata                                  | Bronce                                 |
| ------- | ------------------------------------ | -------------------------------------- | -------------------------------------- |
| 52 kg   | Sándor Holczreiter · Hungría · 342,5 | Walter Szołtysek · Polonia · 330,0     | Vladimir Smetanin URSS 330,0           |
| 56 kg   | Mohamad Nasiri Irán 362,5            | Imre Földi · Hungría · 362,5           | Henryk Trębicki · Polonia · 357,5      |
| 60 kg   | Mieczysław Nowak · Polonia · 392,5   | Jan Wojnowski · Polonia · 385,0        | Yoshiyuki Miyake Japón 382,5           |
| 67,5 kg | Zbigniew Kaczmarek · Polonia · 440,0 | Waldemar Baszanowski · Polonia · 437,5 | János Bagócs · Hungría · 432,5         |
| 75 kg   | Viktor Kurentsov URSS 462,5          | Leif Jenssen · Noruega · 455,0         | Gábor Szarvas · Hungría · 445,0        |
| 82,5 kg | Guennadi Ivanchenko URSS 505,0       | Norbert Ozimek · Polonia · 482,5       | David Rigert URSS 482,5                |
| 90 kg   | Vasili Kolotov URSS 537,5            | Phil Grippaldi Estados Unidos 490,0    | Géza Tóth · Hungría · 490,0            |
| 110 kg  | Jaan Talts URSS 565,0                | Alexandar Kraichev Bulgaria 535,0      | Bob Bednarski Estados Unidos 530,0     |
| +110 kg | Vasili Alexeyev URSS 612,5           | Serge Reding · Bélgica · 590,0         | Kalevi Lahdenranta · Finlandia · 577,5 |

1. 1 2 3  Fuerza (kg) + arrancada (kg) + dos tiempos (kg) = TOTAL (kg)

## Medallero
| Núm. | País           | Oro | Plata | Bronce | Total |
| ---- | -------------- | --- | ----- | ------ | ----- |
| 1    | URSS           | 5   | 0     | 2      | 7     |
| 2    | Polonia        | 2   | 4     | 1      | 7     |
| 3    | Hungría        | 1   | 1     | 3      | 4     |
| 4    | Irán           | 1   | 0     | 0      | 1     |
| 5    | Estados Unidos | 0   | 1     | 1      | 2     |
| 6    | Bélgica        | 0   | 1     | 0      | 1     |
| 6    | Bulgaria       | 0   | 1     | 0      | 1     |
| 6    | Noruega        | 0   | 1     | 0      | 1     |
| 9    | Finlandia      | 0   | 0     | 1      | 1     |
| 9    | Japón          | 0   | 0     | 1      | 1     |
|      | TOTAL          | 9   | 9     | 9      | 27    |